# SEAgel
SEAgel (Safe Emulsion Agar gel em inglês, «gel de ágar de emulsão segura») é uma espuma de alta tecnologia cujo propósito é servir de isolante. É um dos sólidos menos espessos conhecidos; de fato, SEAgel tem uma densidade que é aproximadamente igual ao do ar. Além disso é um dos sólidos mais leves conhecidos, competindo com o Aerogel. SEAgel foi inventado por Robert Morrison no Lawrence Livermore National Laboratory em 1992. SEAgel é feito de ágar, un material de carboidratos obtido a partir de quelpo e algas vermelhas, que contém sómente de quarenta a cinquenta miligramas de matéria por centímetro cúbico de sólido (ou seja, possui uma densidade de 40–50 mg/cm3). SEAgel é também completamente biodegradável, já que é feito de material biológico em sua totalidade.